# Liste der Baudenkmale in Grunow-Dammendorf
In der Liste der Baudenkmale in Grunow-Dammendorf sind alle Baudenkmale der brandenburgischen Gemeinde Grunow-Dammendorf und ihrer Ortsteile  aufgelistet. Grundlage ist die Veröffentlichung der Landesdenkmalliste mit dem Stand vom 31. Dezember 2021. Die Bodendenkmale sind in der Liste der Bodendenkmale in Grunow-Dammendorf aufgeführt.

## Baudenkmale in den Ortsteilen
In den Spalten befinden sich folgende Informationen:
- ID-Nr.: Die Nummer wird vom Brandenburgischen Landesamt für Denkmalpflege vergeben. Ein Link hinter der Nummer führt zum Eintrag über das Denkmal in der Denkmaldatenbank. In dieser Spalte kann sich zusätzlich das Wort Wikidata befinden, der entsprechende Link führt zu Angaben zu diesem Denkmal bei Wikidata.
- Lage: die Adresse des Denkmales und die geographischen Koordinaten. Link zu einem Kartenansichtstool, um Koordinaten zu setzen. In der Kartenansicht sind Denkmale ohne Koordinaten mit einem roten beziehungsweise orangen Marker dargestellt und können in der Karte gesetzt werden. Denkmale ohne Bild sind mit einem blauen bzw. roten Marker gekennzeichnet, Denkmale mit Bild mit einem grünen beziehungsweise orangen Marker.
- Bezeichnung: Bezeichnung in den offiziellen Listen des Brandenburgischen Landesamtes für Denkmalpflege. Ein Link hinter der Bezeichnung führt zum Wikipedia-Artikel über das Denkmal.
- Beschreibung: die Beschreibung des Denkmales
- Bild: ein Bild des Denkmales und gegebenenfalls einen Link zu weiteren Fotos des Baudenkmals im Medienarchiv Wikimedia Commons

### Dammendorf
| ID-Nr.   | Lage                   | Bezeichnung               | Beschreibung | Bild                      |
| -------- | ---------------------- | ------------------------- | --- | ------------------------- |
| 09115012 | Förstereiweg 13 (Lage) | Forsthaus                 | Das ehemals Preußische Forstamtsgebäude wurde um 1927 erbaut, von 2000 bis 2002 original restauriert.                                                                      | Forsthaus                 |
| 09115013 | Seeweg 1, 3 (Lage)     | Dorfkrug (heute Wohnhaus) | Der Dorfkrug wurde 1799 erbaut, als Schänke wurde er bis 1912 betrieben. Es ist ein eingeschossiges Haus mit einem Satteldach. Im Inneren befand sich eine schwarze Küche. | Dorfkrug (heute Wohnhaus) |

### Grunow
| ID-Nr.                           | Lage                   | Bezeichnung | Beschreibung                                                                                   | Bild           |
| -------------------------------- | ---------------------- | ----------- | ---------------------------------------------------------------------------------------------- | -------------- |
| 09115022 Wikidata                | Hauptstraße 18b (Lage) | Dorfkirche  | Die evangelische Dorfkirche wurde um 1772 erbaut. Im Inneren ein Taufengel aus dem Jahre 1662. | weitere Bilder |
| 09115794 Teilobjekt zu: 09115022 | Hauptstraße 18b (Lage) | Taufengel   |                                                                                                | BW             |
| 09115964 Teilobjekt zu: 09115022 | Hauptstraße 18b (Lage) | Orgel       |                                                                                                | BW             |